# 杉木桥镇
杉木桥镇，是中华人民共和国湖南省张家界市慈利县下辖的一个乡镇级行政单位。
衫木桥镇，隶属于湖南省张家界市慈利县，地处慈利县西北部，东临通津铺镇，南与高峰乡隔河相望，西抵象市镇，北临庄塌乡、三合口乡。  辖区总面积91.04平方千米。   截至2019年末，衫木桥镇户籍人口27449人。 
明朝初年至民国十八年（1929年），属二十三都。1984年，成立建制镇。  （页面存档备份，存于）  截至2020年6月，衫木桥镇下辖2个社区、17个行政村，   镇人民政府驻西街社区。 
截至2019年末，衫木桥镇有工业企业2个，营业面积50平方米以上的综合商店或超市19个。

## 行政区划
杉木桥镇下辖以下地区：
西街社区、东街社区、湖塔村、枫垭村、龙关坪村、小岭村、风岭村、豹子村、泗水村、中溶村、七岭村、龙潭村、月亮村、清水村、沅峪村、杨家塔村、大市村、关坪村、沅坪村、赵家铺村、大门村、湖丘村、栗山村、狮子村、尖角村、马塔村、杨华村、三斗村和战马村。

## 历史沿革
明朝初年至民国十八年（1929年），属二十三都。
民国十九年（1930年），建镇。
民国二十四年（1935年），撤销。
民国二十五年至民国三十六年（1936—1947年），以保甲形式存在。
1952年，重新建镇与象市、通津铺合并为九区，为区公所驻地。
1956年，析为杉木桥乡。
1958年，成立杉木桥公社。
1984年，成立建制镇。

## 地理环境

### 位置境域
衫木桥镇地处慈利县西北部，东临通津铺镇，南与高峰乡隔河相望，西抵象市镇，北临庄塌乡、三合口乡。 辖区总面积91.04平方千米。 

### 地形地貌
衫木桥镇地属武陵山脉，南北为山，中间为红砂土丘陵。境内大部分为丘陵，地势略为西高东低，最高峰位于丰岭，海拔1036米。 [3] 

### 自然灾害
衫木桥镇主要自然灾害有旱涝、低温、冰冻等。1972年5月8日中午，突降冰雹，最大的重1.76斤，全镇75%的农作物严重受灾，砸坏房屋数千间。

### 自然资源
2011年，衫木桥镇境内有耕地面积2.59万亩，人均0.92亩。2011年，林木覆盖率47.66%，活立木蓄积量12.12万立方米。 [3] 